# 54 Pułk Piechoty West Norfolk
54 pułk piechoty West Norfolk (ang. 54th (West Norfolk) Regiment of Foot) – pułk piechoty brytyjskiej sformowany w 1755 jako 56 pułk piechoty (56th Regiment of Foot).
Numer 54 zyskał w momencie, gdy przestały istnieć pułki piechoty 50 i 51.
31 sierpnia 1782 rozwinięto jego nazwę do 54 pułk piechoty West Norfolk. Jego żołnierze walczyli w czasie wojen napoleońskich w Hiszpanii i na Półwyspie Krymskim.
Oddział przestał istnieć w 1881, kiedy to w ramach tzw. Childers Reforms wraz z 37 pułkiem piechoty Dorsetshire stworzył pułk Dorset (The Dorset Regiment).